# Taisir Al-Jassim
Taisir Al-Jassim (Al-Hasa, 25 juli 1984) is een Saoedi-Arabisch voetballer die als middenvelder speelt.

## Clubcarrière
Al-Jassim speelt sinds 2004 voor Al-Ahli waarmee hij in 2016 landskampioen werd en de finale van de AFC Champions League 2012 bereikte. Hij speelde tweemaal kort op huurbasis in Qatar.

## Interlandcarrière
Hij debuteerde in 2004 voor het Saoedi-Arabisch voetbalelftal. Hij maakte deel uit van de selectie op het Azië Cup 2007 (tweede plaats), 2011, 2015 en het wereldkampioenschap voetbal 2018.